# Zorro Generación Z
Zorro Generación Z (Zorro: Generation Z en inglés) es una serie animada de televisión de la productora Alemana BKN New Media SL. Producida y escrita por el expresidente de Marvel estadounidense, Rick Ungar, empezó a emitirse en 2006 en Estados Unidos en Telemundo y se expandió a otros países, como España, en 2009 a través de Clan TVE y Telecinco dentro del bloque Birlokus Klub. Esta versión cuenta con un descendiente de El Zorro original, también llamado Diego de la Vega, que lucha contra la delincuencia y la corrupción del gobierno de Pueblo Grande, en un futuro próximo. La serie tiene una sola temporada con 26 episodios.

## Argumento
Está ambientada en un futuro próximo. Diego De La Vega, un joven adolescente, es descendiente del Zorro original que lucha contra el mal y la corrupción en una ciudad futurista llamada Pueblo Grande, que parece estar ubicada en el suroeste de Estados Unidos. Su identidad es secreta y día a día lucha contra los mismos delincuentes de la ciudad. Su mayor enemigo es el alcalde Martínez, que planea todos los actos de delincuencia y manda a la policía a perseguirle. Su mejor (y única) aliada es una chica cuya identidad desconoce y que se hace llamar el Látigo Escarlata.

## Armas de combate
El retorno de El Zorro a Pueblo Grande se convertirá en un nuevo quebradero de cabeza para su alcalde y sus sicarios. El Zorro, ataviado con su capa y su antifaz característicos, lucha con revolucionarias armas y vehículos.
El Tornado Z
Pese a su apariencia, no se trata de una moto cualquiera, puesto que posee un potente reactor que permite al Zorro alcanzar velocidades inverosímiles, un sistema de navegación de última generación que posibilita que el vehículo se eleve y sobrevuele la ciudad y un sofisticado sistema de comunicaciones y armamento. Además, su dispositivo de camuflaje le permite pasar desapercibido en caso de riesgo. El Tornado Z también está equipado con un sofisticado armamento que incluye rayos láser, mecanismos de bombas sónicas, perforadores láser y lanzaderas de bombas de energía.
El Semi-Z
En el interior de este gran tráiler negro, Bernardo montará su centro de operaciones. Introduciendo un código secreto, los paneles del vehículo se giran automáticamente y ponen al descubierto una unidad de mando de alta tecnología con monitores de vídeo, torres computadoras y unidades de comunicación altamente sofisticadas.
Arma Z
Todas las armas que colgaban de los cinturones de los héroes de antaño quedan concentradas en el Arma Z. El Zorro puede utilizarla indistintamente como una pistola láser, una espada, un arpón, un garfio e incluso como un boomerang.
Látigo Z
Del cinturón del Zorro, además del Arma Z, pende otro objeto: el Látigo Z. El héroe pulsa un botón que hace que el mango lance ondas de energía que forman un poderoso y sólido rayo amarillo. Gracias al Látigo Z, el héroe puede evitar sus posibles caídas durante los combates frente al alcalde Martínez.
Z-Pod
Reproductor de música con una función adicional. Gracias a su sensor de alta capacidad, El Zorro puede escuchar conversaciones a veinte metros de distancia, algo que le resulta de gran utilidad para desbaratar los siniestros planes del alcalde de Pueblo Grande.

## Personajes
Diego De La Vega / El Zorro
Un adolescente que creció escuchando las historias de su abuelo acerca del Zorro, y se apresuró a asumir el papel de la familia. Tiene una motocicleta llamada Tornado-Z y maneja un arma con forma de Z, que puede usarse de láser, pistola, espada o látigo. Su inteligencia, valentía y una destreza atlética envidiable, además de su riqueza, lo convertirán en un joven diferente al resto de sus compañeros de universidad. Estas cualidades le permitirán convertirse en El Zorro, identidad que le obligará a enfrentarse al malvado alcalde de Pueblo Grande y a los Don para evitar sus desmanes. Para ello contará con la inestimable ayuda de su inseparable amigo Bernardo y la enigmática Látigo Escarlata, por la que sentirá una irrefrenable atracción.
Bernardo
Sobrino de Don Alejandro y mejor amigo de Diego, es un genio de la ciencia y la tecnología; es mudo y conoce la verdadera identidad del Zorro. En ocasiones, lleva él su traje cuando deben aparecer Diego De La Vega y el Zorro en el mismo momento, o bien cuando Diego está temporalmente incapacitado para ponerse en acción. 
María Martínez / Látigo Escarlata
La hija del alcalde Martínez, María adopta una identidad para luchar contra la delincuencia. Cuenta con dos látigos láser y su coche. Ella y Diego se conocen en la universidad y tienen una rivalidad amistosa. No conocen la identidad secreta del otro hasta el final de la primera temporada. Difícilmente El Zorro podría sospechar que tras Látigo Escarlata se esconde María Martínez, la hija del acaudalado y corrupto alcalde de Pueblo Grande. Su fascinación desde la infancia por El Zorro desde que su niñera le contó las pericias del legendario héroe hará que María sucumba ante sus encantos desde la primera aventura que ambos compartirán.
Alcalde Horacio Martínez
El alcalde de Pueblo Grande y mayor enemigo del Zorro. Es un alcalde corrupto y el organizador secreto de la delincuencia en Pueblo Grande. Es el jefe de una empresa rival de la familia De La Vega y, a menudo, los objetivos de sus planes criminales son desbancar a los de la Vega.
Sargento García
El asistente del alcalde, el sargento García es un hombre que ignora todo por completo lo que pasa a su alrededor, pues le da mucha más importancia a su apetito.
Los capos
Los capos son un grupo de matones contratados por el alcalde, Horacio Martínez, para llevar el desorden, la confusión y la corrupción a Pueblo Grande. Utilizan su fuerza bruta y habilidades para sus misiones, pero su poca perspicacia hace que caigan con facilidad en los engaños del Zorro. 
Alejandro De La Vega
El padre de Diego y el titular de Industrias De La Vega. Se preocupa mucho por Diego y Bernardo. Su familia posee el terreno y la casa más grandes de Pueblo Grande, después del alcalde, lo que provoca una gran rivalidad entre ellos. No cree en la existencia del Zorro y no ve conveniente que su hijo lleve un estilo de vida tan "relajado", ya que no sabe nada sobre la verdadera identidad de su hijo.
Sra. McAllister
El ama de llaves que sirve a la familia de los De La Vega. Conoce el secreto de Diego y aprueba lo que hace. 
Gustavo De La Vega
Es el abuelo de Diego. Un hombre elegante y culto, desea traspasarle todos sus conocimientos. Sin que su propio hijo lo supiera, Gustavo fue la pasada reencarnación del Zorro y a menudo aparece en los flashbacks de Diego, en los que se ve cómo le prepara para ser el próximo Zorro.

## Lista de episodios
Episodio 1: Una nueva generación (primera parte)
Episodio 2: Una nueva generación (segunda parte)
Episodio 3: Los 4 terribles
Episodio 4: Los pecados del padre
Episodio 5: Alcalde por un día
Episodio 6: Se busca heróe de medio tiempo
Episodio 7: La caza perfecta para el Zorro
Episodio 8: Una oferta hostil
Episodio 9: Bajo tierra
Episodio 10: La mascarada
Episodio 11: Cita doble
Episodio 12: El viejo espíritu de la escuela
Episodio 13: Don payaso
Episodio 14: La máquina de terremotos
Episodio 15: Una `Z` en el tiempo
Episodio 16: El amor duele
Episodio 17: El Zorro herido
Episodio 18: Persona non grata
Episodio 19: El primo de Diego
Episodio 20: Ola de crimen
Episodio 21: Virus `Z`
Episodio 22: Loco por ti
Episodio 23: El rival
Episodio 24: El dragón dorado
Episodio 25: Nuevos rivales
Episodio 26: Elecciones sucias

| Temporada | Episodios | Inicio              | Fin                 |
| --------- | --------- | ------------------- | ------------------- |
| 1         | 26        | 16 de marzo de 2006 | 21 de junio de 2006 |

Zorro Generación Z Transmitida: España Clan TVE 2009, Chile Ucv 2006 su último episodio Fue el 21/06/2006
- Datos: Q2548601